# Хасан Калеши
Хасан Ахмед Калеши (на македонска литературна норма: Хасан Ахмед Калеши; на албански: Hasan Kaleshi) е ориенталист, арабист, тюрколог и албанист от Югославия, преподавател в Прищинския университет.

## Биография
Роден е на 7 март 1922 година в кичевското село Сърбица. Брат е на художника Омер Калеши. Завършва основно образование в родното си село. Средно образование завършва в Прищина. По време на окупацията на Югославия през Втората световна война е преводач.
След войната в 1946 година се записва да учи ориенталистика и романистика във Философския факултет на Белградския университет. Същевременно от 1947 до 1950 година е преводач и лектор в Редакцията на албански език на Радио Белград. След това работи като учител в средно училище, а от 1955 година е асистент в Катедрата по ориенталска филология в Белградския университет. Защитава докторат в Белградския университет на тема „Най-стари вакъфски документи из Македония на арабски език“. В 1965 година специализира тюркология в Хамбургския университет при професор Анемари фон Габайн. В 1967 година е в Кайро, където заедно с Камил ел Бухайн подготвя голям сръбскохърватски-арабски речник. От 1967 година е научен сътрудник в Албаноложкия институт в Прищина. От 1970 година е редовен професор във Философския факултет на Прищинския университет. В 1973-1974 година по негова инициатива в университета е основана катедра по ориенталистика.